# Johann Georg Friedrich Pflüger
Johann Georg Friedrich Pflüger (* 25. November 1818 in Schopfheim; † 23. Oktober 1869 in Meersburg) war von 1849 bis 1862 erster Hauptlehrer und Vorstand der Pforzheimer Höheren Töchterschule, aus der das heutige Hilda-Gymnasium Pforzheim hervorging. Später wirkte er im badischen Oberschulrat in Karlsruhe. Er hat mehrere Schulbücher und geschichtliche Schriften verfasst.

## Leben
Er war ein Sohn des Seilers Bartlin Pflüger und fiel bereits in seiner Jugend als überdurchschnittlich begabt auf. Noch am Heimatort Schopfheim war er Schulgehilfe und Aushilfslehrer und hat dort Gleichaltrige unterrichtet. Neben der Volksschule besuchte er auch die Lateinschule des Ortsgeistlichen und hat mehrere Instrumente erlernt. Ein Zubrot verdiente er sich als Notenkopist. Die finanziellen Verhältnisse der Eltern ließen einen Besuch des Karlsruher Lyzeums nicht zu, so dass er statt des von ihm gewünschten Theologiestudiums 1835 das Evangelische Schullehrerseminar in Karlsruhe bezog. Dort war Pflüger Musterschüler von Wilhelm Sterns vorwiegend praktischem Unterricht und bestand 1837 als Jahrgangsbester die Kandidatenprüfung.
Nach einigen kurzen Aushilfsstellen kam er 1838 als Lehrer an die Höhere Töchterschule nach Rastatt, wo er auch heiratete und sich im Selbststudium eine wissenschaftlich-theoretische Ausbildung sowie Kenntnisse der französischen Sprache verschaffte. Er verbesserte in Rastatt außerdem seine Fähigkeiten im Klavierspiel, stand dem Männergesangverein „Liederkranz“ vor und verfasste einige Lieder für Männerchöre. Da Lehrern zu jener Zeit noch das Dirigat von Vereinen verboten war, hat er seine Vereinstätigkeit wohl gegenüber den staatlichen Stellen verheimlicht. Seine Kompositionen sind meist anonym erschienen. Trotz dieses Engagements blieb er während der 1848er Revolution unpolitisch.
Im April 1849 wechselte er an die neu gegründete Höhere Töchterschule nach Pforzheim, die er im Wesentlichen überhaupt erst aufbaute. Er hatte sich schon im Vorjahr beworben, die Stelle zugesagt bekommen und in der Zeit bis zu seinem Wechsel ein pädagogisches Konzept für die Schule erarbeitet. Im ersten Schuljahr besuchten 56 Mädchen die Schule. 1860 wurde die anfangs privat getragene Schule von der Stadt Pforzheim übernommen. Bei Pflügers Ausscheiden betrug die Zahl der Schülerinnen 176.
In Pforzheim war Pflüger außerdem ab 1856 verantwortlicher Redakteur des Pforzheimer Beobachters und des Badischen Schulboten, wo er regelmäßig Artikel veröffentlichte. Darüber hinaus verfasste er mehrere fächerübergreifende Schulbücher und 1861/62 ein umfangreiches Werk zur Geschichte Pforzheims, das seit der Zerstörung aller Pforzheimer Archivalien im Zweiten Weltkrieg zu den wichtigsten Quellen der Pforzheimer Stadtgeschichte zählt.
1862 wurde Pflüger in den Oberschulrat nach Karlsruhe berufen, wo man ihn bei der Durchführung der Schulreform und bei den Auseinandersetzungen mit der bisherigen kirchlichen Schulaufsicht als erfahren und integer schätzte. Pflüger setzte sich für die Einberufung von Lehrerkonferenzen (den Vorläufern des Badischen Lehrervereins) und sonstigen überregionalen Lehrerversammlungen ein. Sein 1867 erschienenes Lesebuch für Volksschulen entfachte dann jedoch eine Auseinandersetzung mit dem Erzbistum Freiburg, dem das von dem Protestanten Pflüger verfasste und für konfessionell gemischte Schulen bestimmte Lesebuch zu weltlich war. Der langwierige Streit wegen des Lesebuchs, der vor Gericht und auch von den Kanzeln der katholischen Kirche herunter ausgetragen wurde, führte zu Pflügers Versetzung als Direktor an die Taubstummenschule nach Meersburg, wo er schwer erkrankte und bereits nach einem Dienstjahr im Alter von 50 Jahren verstarb.

## Schriften
- Geordnete Sammlung von Mustersätzen für den Unterricht in der deutschen Sprache. 1851
- Anleitung zum Gesangunterricht. 1853
- Liederbuch für Schule und Leben. 3 Bände, 1857/58
- Badische Vaterlandskunde. 1858
- Geschichte der Stadt Pforzheim. 1861/62
- Lesebuch für Volksschulen. 1867